# Pierre de Foix (1449-1490)
Cet article concerne Pierre de Foix dit « le Jeune ». Pour Pierre de Foix dit « l’Ancien », voir Pierre de Foix (1386-1464). Pour d’autres homonymes, voir Pierre de Foix.
Pierre de Foix, dit le Jeune (né le 7 février 1449 à Pau et mort à Rome le 17 juillet 1490) est un cardinal du XVe siècle. Il est un fils du comte Gaston IV de Foix-Béarn et de la reine Éléonore Ire de Navarre. Il est un neveu du cardinal Pierre de Foix le Vieux (1414) et du roi Louis XI de France.

## Biographie
Pierre de Foix fait des études à Paris et à Ferrare. À Rome, il entre dans l'ordre des frères mineurs et il est nommé protonotaire apostolique. Frère de la duchesse Marguerite de Foix, l'épouse du duc François II de Bretagne, pour qui il a négocié la paix de Senlis avec Louis XI de France en 1474. Il est nommé évêque d'Aire-sur-l'Adour le 31 juillet 1475 mais il opte pour la Bretagne et le chapitre de chanoines de Vannes l'élit après la mort de Yves de Pontsal le 7 janvier 1476 sur la recommandation de Robert de Bergues évêque titulaire de Sinope (de), qui résidait à Rennes.
Le pape Sixte IV l'autorise à cumuler ces fonctions avec ses autres bénéfices ecclésiastiques : notamment les réserves de l'abbaye Saint-Antoine-et-Saint-Pierre de Lézat dans le diocèse de Rieux, de Sainte-Croix dans le diocèse de Bordeaux, de Saint-Jean-de-Sorde dans le diocèse de Dax et de Saint-Sever-de-Rustan (diocèse de Tarbes), Saint-Julien de Galan (ancien diocèse d'Auch). Il le crée de plus cardinal lors du consistoire du 18 décembre 1476. En 1479, à la mort de sa mère, il est nommé vice-roi de Navarre par la régente Madeleine de France, chargé d'exercer l'autorité royale durant l'absence de son neveu, le roi François Phébus.
Il parvient à rétablir un ordre précaire dans le royaume, ce qui permit au roi de se faire couronner à Pampelune en 1481. A l'avènement au trône de sa nièce Catherine de Foix (1483), il tente un rapprochement avec les rois catholiques, ce qui provoque sa destitution (1484). Il est nommé administrateur du diocèse de Bayonne en 1484 et de l'archidiocèse de Palerme de 1485 à 1489. Il est abbé en commende du monastère de Saint-Savin dans le diocèse de Tarbes et abbé commendataire de l'abbaye de Sainte-Melaine de Rennes. En 1488, il est abbé de l'Abbaye Saint-Bénigne de Dijon jusqu'en 1490. En 1489, il est nommé administrateur du diocèse de Malte et promu archevêque de Palerme. Le cardinal de Foix ne participe pas au conclave de 1484, lors duquel Innocent VIII est élu pape. En juin 1486, lorsque les troupes françaises menacent Nantes, il se réfugie à Rome.
Il tente d'obtenir le siège épiscopal de Nantes après la mort de Pierre du Chaffault dans l'espoir de jouer un rôle prépondérant dans le duché où la mort prochaine du duc laissait prévoir une tutelle agitée. François II consulté par le souverain pontife lui préfère son fidèle secrétaire Guillaume Guéguen. Le duc mort le pape décide finalement de nommer Robert d'Espinay, Le cardinal meurt à Rome le 17 juillet 1490 et Charles VIII de France entre à Nantes par trahison le 20 mars 1491.

## Armoiries
Parti :
1. Écartelé :
  1. de gueules aux chaînes d'or posées en orle, en croix et en sautoir, chargées en cœur d'une émeraude au naturel (de Navarre) ;
  2. d'or aux trois pals de gueules (d'Aragon) ;
  3. d'or aux deux vaches de gueules, accornées, colletées et clarinées d'azur passant l'une sur l'autre (de Béarn) ;
  4. d'azur à trois fleurs de lys d'or à la bande componée d'argent et de gueules brochant sur le tout (d'Évreux) ;

Sur le tout d'or aux deux lions léopardés de gueules, armés et lampassés d'azur, passant l'un sur l'autre (de Bigorre) ;
2. Écartelé en sautoir :
  1. et 4. d'or aux quatre pals de gueules (de Foix) ;
  2. de gueules au château d'or ouvert et ajouré d'azur (de Castille) ;
  3. d'argent au lion de pourpre armé, lampassé et couronné d'or (de Léon)[3].